# Ausschuss für Menschenrechte und humanitäre Hilfe
Der Ausschuss für Menschenrechte und humanitäre Hilfe ist seit seiner Einrichtung 1998 ein ständiger Bundestagsausschuss.

## Aufgaben
Der Bundestagsausschuss widmet sich dem Themenfeld Menschenwürde und Menschenrechte. Dabei sind Korrekturen bei Verletzungen im Inland genauso auf der Tagesordnung wie die Wahrung der Menschenrechte im Kampf gegen internationalen Terrorismus, Vorbeugung durch humanitäre Hilfe sowie die Arbeit an nationalen, europäischen und internationalen Instrumenten des Menschenrechtsschutzes. Dazu arbeitet der Ausschuss regelmäßig mit Nichtregierungsorganisationen zusammen. Mit dem Programm „Parlamentarier schützen Parlamentarier“ engagieren sich Abgeordnete mit Patenschaften für in anderen Staaten bedrohte Abgeordnete und Menschenrechtsverteidiger.

## Mitglieder der 21. Legislaturperiode
| Mechthild Heil, Vorsitzende  | Sascha van Beek   | Achim Köhler        | Thomas Dietz    | Falko Droßmann         | Lars Castellucci    | Max Lucks *       | Filiz Polat        | Katrin Fey */ * | Vinzenz Glaser |  |  |
| Knut Abraham                 | Carsten Brodesser | Rainer Rothfuß */ * | Maximilian Krah | Gabriela Heinrich */ * | Siemtje Möller      | Boris Mijatović * | Kassem Taher Saleh |                 |                |  |  |
| Norbert Maria Altenkamp *    | Thomas Erndl      | Martin Sichert      | Andreas Paul    | Ralf Stegner           | Derya Türk-Nachbaur |                   |                    |                 |                |  |  |
| Jonas Geissler *             | Diana Herbstreuth |                     |                 |                        |                     |                   |                    |                 |                |  |  |
| Elisabeth Winkelmeier-Becker | Norbert Röttgen   |                     |                 |                        |                     |                   |                    |                 |                |  |  |
|                              |                   |                     |                 |                        |                     |                   |                    |                 |                |  |  |

## Mitglieder in der 20. Legislaturperiode
Die 19 Mitglieder des Ausschusses in der 20. Legislaturperiode setzen sich aus sechs Mitgliedern der SPD-Fraktion, fünf Mitgliedern der Unionsfraktion, drei Mitgliedern der Bundestagsfraktion Bündnis 90/Die Grünen, jeweils zwei Mitgliedern der FDP-Fraktion und der AfD-Fraktion und einem Mitglied der Linksfraktion zusammen.
Vorsitzende ist die FDP-Abgeordnete Renata Alt, ihr Stellvertreter ist der CDU-Abgeordnete Norbert Altenkamp.
| SPD – Ordentliches Mitglied | SPD – Stellvertretendes Mitglied | CDU/CSU – Ordentliches Mitglied        | CDU/CSU – Stellvertretendes Mitglied | Bündnis 90/Die Grünen – Ordentliches Mitglied | Bündnis 90/Die Grünen – Stellvertretendes Mitglied | FDP – Ordentliches Mitglied | FDP – Stellvertretendes Mitglied | AfD – Ordentliches Mitglied | AfD – Stellvertretendes Mitglied | Die Linke – Ordentliches Mitglied | Die Linke – Stellvertretendes Mitglied |
| --------------------------- | -------------------------------- | -------------------------------------- | ------------------------------------ | --------------------------------------------- | -------------------------------------------------- | --------------------------- | -------------------------------- | --------------------------- | -------------------------------- | --------------------------------- | -------------------------------------- |
| Heike Engelhardt            | Lars Castellucci                 | Knut Abraham                           | Sebastian Brehm                      | Max Lucks *                                   | Misbah Khan                                        | Renata Alt Vorsitzende      | Alexander Graf Lambsdorff        | Jürgen Braun *              | Dietmar Friedhoff                | Żaklin Nastić *                   | Ali Al-Dailami                         |
| Fabian Funke                | Jan Dieren                       | Norbert Altenkamp stellv. Vorsitzender | Carsten Brodesser                    | Boris Mijatović *                             | Julian Pahlke                                      | Peter Heidt *               | Ulrich Lechte                    | Martin Sichert              | Frank Rinck                      |                                   |                                        |
| Rainer Keller               | Gabriela Heinrich                | Michael Brand *                        | Franziska Hoppermann                 | Beate Walter-Rosenheimer                      | Kassem Taher Saleh                                 |                             |                                  |                             |                                  |                                   |                                        |
| Frank Schwabe *             | Anke Hennig                      | Jonas Geissler                         | Patricia Lips                        |                                               |                                                    |                             |                                  |                             |                                  |                                   |                                        |
| Nadja Sthamer               | Rasha Nasr                       | Sabine Weiss *                         | Elisabeth Winkelmeier-Becker         |                                               |                                                    |                             |                                  |                             |                                  |                                   |                                        |
| Derya Türk-Nachbaur         | Aydan Özoğuz                     |                                        |                                      |                                               |                                                    |                             |                                  |                             |                                  |                                   |                                        |

## Mitglieder in der 19. Legislaturperiode
Die 17 Mitglieder des Ausschusses in der 19. Legislaturperiode setzten sich aus sechs Mitgliedern der CDU/CSU-Bundestagsfraktion, drei Mitgliedern der SPD-Fraktion, sowie jeweils zwei Mitgliedern der Linksfraktion, der Bundestagsfraktion Bündnis 90/Die Grünen, der AfD-Bundestagsfraktion und der FDP-Bundestagsfraktion zusammen.
Vorsitzende war die Abgeordnete Gyde Jensen (FDP).
| CDU/CSU – Ordentliches Mitglied | CDU/CSU – Stellvertretendes Mitglied | SPD – Ordentliches Mitglied | SPD – Stellvertretendes Mitglied | Die Linke – Ordentliches Mitglied | Die Linke – Stellvertretendes Mitglied | Bündnis 90/Die Grünen – Ordentliches Mitglied | Bündnis 90/Die Grünen – Stellvertretendes Mitglied | AfD – Ordentliches Mitglied | AfD – Stellvertretendes Mitglied | FDP – Ordentliches Mitglied | FDP – Stellvertretendes Mitglied |
| ------------------------------- | ------------------------------------ | --------------------------- | -------------------------------- | --------------------------------- | -------------------------------------- | --------------------------------------------- | -------------------------------------------------- | --------------------------- | -------------------------------- | --------------------------- | -------------------------------- |
| Norbert Altenkamp               | Carsten Brodesser                    | Josephine Ortleb            | Lars Castellucci                 | Michel Brandt *                   | Christine Buchholz                     | Margarete Bause *                             | Luise Amtsberg                                     | Jürgen Braun ***            | Anton Friesen                    | Peter Heidt *               | Lukas Köhler                     |
| Michael Brand *                 | Astrid Damerow                       | Aydan Özoğuz                | Karamba Diaby                    | Żaklin Nastić *                   | Ulla Jelpke                            | Kai Gehring                                   | Filiz Polat                                        | Waldemar Herdt              | Markus Frohnmaier                | Gyde Jensen                 | Alexander Graf Lambsdorff        |
| Sebastian Brehm                 | Michael Kuffer                       | Frank Schwabe *             | Gabriela Heinrich                |                                   |                                        |                                               |                                                    |                             |                                  |                             |                                  |
| Frank Heinrich *                | Katja Leikert                        |                             |                                  |                                   |                                        |                                               |                                                    |                             |                                  |                             |                                  |
| Martin Patzelt                  | Elisabeth Motschmann                 |                             |                                  |                                   |                                        |                                               |                                                    |                             |                                  |                             |                                  |
| Matthias Zimmer                 | Tankred Schipanski                   |                             |                                  |                                   |                                        |                                               |                                                    |                             |                                  |                             |                                  |

## Ausschussvorsitzende
- 1998–2001 Claudia Roth (Bündnis 90/Die Grünen)
- 2001–2005 Christa Nickels (Bündnis 90/Die Grünen)
- 2005–2009 Herta Däubler-Gmelin (SPD)
- 2009–2013 Tom Koenigs (Bündnis 90/Die Grünen)
- 2013–2017 Michael Brand (CDU/CSU)
- 2017–2018 Matthias Zimmer (CDU/CSU)
- 2018–2021 Gyde Jensen (FDP)
- 2021–2025 Renata Alt (FDP)
- seit 2025: Mechthild Heil (CDU)